# Jannero Pargo
Pour les articles homonymes, voir Pargo.
Jannero Pargo, né le 22 octobre 1979 à Chicago, aux États-Unis, est un joueur puis entraîneur américain de basket-ball. Il évolue au poste de meneur.

## Carrière
Le 26 juillet 2002, il commence sa carrière en NBA en signant en tant qu'agent libre avec les Lakers de Los Angeles, il joue une saison et demie avant d'être coupé de l'effectif le 7 janvier 2004.
Le 24 février suivant il s'engage avec les Raptors de Toronto, il n'y reste que quelques semaines avant de signer un contrat de dix jours avec les Bulls de Chicago le 15 mars ce qui lui permet de rester dans l'effectif jusqu'à la fin de la saison et d'y jouer deux saisons supplémentaires.
Lors de l'été 2006, le 9 août il est recruté par les Hornets de la Nouvelle-Orléans qui évoluent alors temporairement à Oklahoma City, qui n'a pas encore d'équipe à l'époque, à la suite des dégâts causés par l'ouragan Katrina, il y joue la saison, puis tente l'expérience en Europe en 2008-2009 au Dynamo de Moscou et à l'Olympiakos, puis retourne en NBA l'année suivante, aux Bulls pour une saison supplémentaire.
Le 24 septembre 2010, il est réengagé par les Hornets mais n'est pas conservé et est coupé avant le début de la saison 2010-2011, il est resigné une nouvelle fois par les Bulls à l'approche des playoffs, le 20 mars 2011, et y joue le début de la saison 2011-2012 avant d'être à nouveau coupé le 16 décembre, il rebondit 4 jours plus tard aux Hawks d'Atlanta et y joue la saison entière.
Le 1er octobre 2012, il est signé en tant qu'agent libre par les Wizards de Washington qui ne le conservent par dans leurs équipes et résilient son contrat le 15 novembre, plus de deux mois après, le 21 janvier 2013 et y signe deux contrats de 10 jours avec les Hawks qui ne le conserve pas et s'engage avec les Bobcats de Charlotte de la même manière et reste jusqu'à la fin de la saison 2012-2013 en tournant à 8,4 points de moyenne.

## Records personnels et distinctions
Les records personnels de Jannero Pargo, officiellement recensés par la NBA sont 
| Type statistique            | Saison régulière | Saison régulière           | Saison régulière  | Playoffs | Playoffs                | Playoffs      |
| Type statistique            | Record           | Adversaire                 | Date              | Record   | Adversaire              | Date          |
| --------------------------- | ---------------- | -------------------------- | ----------------- | -------- | ----------------------- | ------------- |
| Points en un match          | 34               | Bucks de Milwaukee         | 26 mars 2014      | 30       | @ Mavericks de Dallas   | 25 avril 2008 |
| Paniers marqués en un match | 13               | Bucks de Milwaukee         | 26 mars 2014      | 12       | @ Mavericks de Dallas   | 25 avril 2008 |
| Paniers tentés en un match  | 24               | Pistons de Détroit         | 4 janvier 2007    | 20       | @ Mavericks de Dallas   | 25 avril 2008 |
| Lancers francs réussis      | 9                | Bulls de Chicago           | 1er décembre 2006 | 5        | Spurs de San Antonio    | 13 mai 2008   |
| Lancers francs tentés       | 11               | Bulls de Chicago           | 1er décembre 2006 | 5        | 3 fois                  |               |
| Paniers à 3 points réussis  | 7                | Bucks de Milwaukee         | 26 mars 2014      | 4        | 2 fois                  |               |
| Paniers à 3 points tentés   | 12               | Bucks de Milwaukee         | 26 mars 2014      | 11       | @ Wizards de Washington | 2 mai 2005    |
| Rebonds offensifs           | 2                | 17 fois                    | 11 janvier 2013   | 2        | Spurs de San Antonio    | 19 mai 2008   |
| Rebonds défensifs           | 11               | @ Warriors de Golden State | 9 décembre 2006   | 6        | @ Mavericks de Dallas   | 27 avril 2008 |
| Rebonds totaux              | 12               | @ Warriors de Golden State | 9 décembre 2006   | 5        | @ Mavericks de Dallas   | 27 avril 2008 |
| Passes décisives            | 9                | 3 fois                     |                   | 5        | Spurs de San Antonio    | 3 mai 2008    |
| Interceptions               | 5                | @ Mavericks de Dallas      | 17 mars 2010      | 2        | 6 fois                  |               |
| Contres                     | 2                | @ Cavaliers de Cleveland   | 16 mars 2004      | 2        | @ Spurs de San Antonio  | 8 mai 2008    |
| Balles perdues              | 6                | 2 fois                     |                   | 3        | 3 fois                  |               |
| Minutes jouées              | 46               | @ SuperSonics de Seattle   | 26 décembre 2006  | 32       | @ Mavericks de Dallas   | 25 avril 2008 |

- Double-double : 1 (au 28/04/2014)
- Triple-double : 0